# Edith Ellis
Edith Mary Oldham Ellis, de soltera Lees (Lancashire, 1861-Paddington, 14 de setembre de 1916), fou una escriptora activista pels drets de la dona.

## Trajectòria

Edith Lees i Havelock Ellis

Nasqué el 9 de març de 1861 a Newton, Lancashire. Era l'única filla de Samuel Oldham Lees, un terratinent, i Mary Laetitia, de soltera Bancroft. Sa mare va sofrir una lesió al cap durant l'embaràs i va morir quan Ellis era encara un nadó. Al desembre de 1868, son pare es casà amb Margaret Ann (Minnie) Faulkner i van tenir un altre fill. Anà a una escola de monges el 1873.
Entrà en la Comunitat de la Nova Vida i hi conegué Havelock Ellis el 1887 en una reunió. La parella es casà al 1891.
Des del principi, el seu matrimoni fou poc convencional; ella era obertament lesbiana i al final de la lluna de mel ell tornà a la seua casa de solter. Ellis tingué algunes aventures amoroses amb dones, de les quals el seu marit estava al corrent. La seua relació oberta fou el tema central de l'autobiografia de Havelock Ellis, My Life (1939).

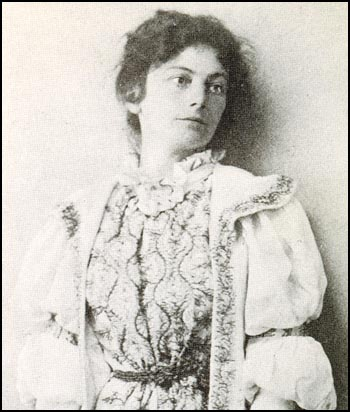
Lily el 1902

La seua primera novel·la, Seaweed: A Cornish Idyll, es publicà el 1898. Durant aquest període, Edith començà una relació amb Lily, una artista irlandesa que vivia a Saint Ives. Edith quedà molt afectada quan Lily va morir de la malaltia de Bright al 1903.
Tingué un atac de nervis al març de 1916 i va morir de diabetis el 14 de setembre de 1916 a Paddington. James Hinton: a Sketch, la seua biografia del cirurgià James Hinton, es publicà pòstumament, el 1918.

## Obra
- Ellis, Edith. Seaweed: A Cornish Idyll.  Londres: University Press, 1898.
  - My Cornish Neighbours (1906)
  - Kit's Woman (O.S. title: Steve's Woman) (1907)
  - The Subjection of Kezia (1908)
  - Attainment (1909)
  - Three Modern Seers (1910)
  - The Imperishable Wing (1911)
  - The Lover's Calendar: An Anthology (ed) (1912)
  - Love-Acre (1914)
  - Love in Danger (1915)
  - The Mothers (1915)
  - James Hilton: A Sketch. Stanley Paul. 1918
  - The New Horizon in Love and Life (1921)